# Dipteropeltis poranoides
Dipteropeltis poranoides är en vindeväxtart som beskrevs av Hallier f. Dipteropeltis poranoides ingår i släktet Dipteropeltis och familjen vindeväxter. Inga underarter finns listade i Catalogue of Life.